# Minamoto no Tomochika
Minamoto no Tomochika (源具親; fl. XIII secolo) è stato un poeta giapponese waka del primo periodo Kamakura.
È considerato uno dei Trentasei nuovi immortali della poesia (新三十六歌仙 Shin Sanjūrokkasen). Sua sorella minore era Kunaikyō.
Nel 1233, (era Tenpuku), prese la tonsura come monaco buddista e gli fu dato il Kaimyō (nome buddista) Nyoshun (如舜).
È stato uno dei poeti che ha svolto un ruolo attivo sotto l'amministrazione di Go-Tobain. Ventuno sue poesie sono raccolte nella sesta generazione di Chokusen wakashū il Shin Kokin Wakashū.